# 2026년 하계 청소년 올림픽
2026년 하계 청소년 올림픽(영어: 2026 Summer Youth Olympics, IV Summer Youth Olympic Games)은 2026년 세네갈 다카르에서 개최될 예정인 하계 청소년 올림픽이다. 원래는 2022년에 열릴 예정이었으나, 2020년 7월에 국제 올림픽 위원회(IOC)와 세네갈 정부가 코로나19 범유행의 여파로 인하여 2021년으로 연기된 2020년 도쿄 하계 올림픽의 운영, 경제적 부담을 고려하여 대회를 연기하기로 합의했다.

## 개최지 선정
국제 올림픽 위원회(IOC)는 2018년 10월 8일 아르헨티나 부에노스아이레스에서 열린 제133차 IOC 총회에서 다카르를 2022년 하계 청소년 올림픽 개최 도시로 선정했다.
| 2022년 하계 청소년 올림픽 개최권 투표 결과 | 2022년 하계 청소년 올림픽 개최권 투표 결과 | 2022년 하계 청소년 올림픽 개최권 투표 결과 |
| ------------------------------------------ | ------------------------------------------ | ------------------------------------------ |
| 도시                                       | NOC                                        | 전체 득표 수                               |
| 다카르                                     | 세네갈                                     | 만장일치                                   |

### 입후보 도시
- 세네갈
  - 다카르

### 입후보를 포기한 도시
- 나이지리아
  - 아부자
- 보츠와나
  - 가보로네
- 튀니지
  - 튀니스
- 홍콩
- 네덜란드
  - 로테르담
- 독일
  - 뮌헨
- 러시아
  - 카잔
- 헝가리
  - 부다페스트
- 멕시코
  - 몬테레이

## 경기 종목
| - 수영 - 다이빙 (5) - 경영 (36) - 양궁 (3) - 육상 (37) - 배드민턴 (3) - 3x3 농구 (4) - 비치발리볼 (2) | - 복싱 (13) - 카누 (8) - 사이클 (3) - 승마 (2) - 펜싱 (7) - 필드 하키 (2) - 비치사커 (2) - 골프 (3) | - 체조 - 기계 체조 (12) - 리듬 체조 (2) - 트램펄린 (2) - 비치핸드볼 (2) - 유도 (9) - 근대5종 (3) - 조정 (4) - 럭비 7인제 (2) | - 요트 (4) - 사격 (6) - 탁구 (3) - 태권도 (10) - 테니스 (5) - 트라이애슬론 (3) - 역도 (11) - 레슬링 (14) |

## 참가국
개최국인 세네갈 이외에는 아직 참가국이 확정되지 않았다.
- 세네갈 (개최국)

## 메달 집계
| 순위 | 국가   | 금메달 | 은메달 | 동메달 | 합계 |
| ---- | ------ | ------ | ------ | ------ | ---- |
| 1    | [[\|]] |        |        |        |      |
| 2    | [[\|]] |        |        |        |      |
| 3    | [[\|]] |        |        |        |      |
| 4    | [[\|]] |        |        |        |      |
| 5    | [[\|]] |        |        |        |      |
| 6    | [[\|]] |        |        |        |      |
| 7    | [[\|]] |        |        |        |      |
| 8    | [[\|]] |        |        |        |      |
| 9    | [[\|]] |        |        |        |      |
| 10   | [[\|]] |        |        |        |      |

## 방송
- 미국 - NBC
- 일본 - NHK, TBS
- 대한민국 - JTBC

| 하계 청소년 올림픽    |                                       |           |
| 이전 대회             | 2026년 하계 청소년 올림픽 다카르 2026 | 다음 대회 |
| 부에노스아이레스 2018 | 2026년 하계 청소년 올림픽 다카르 2026 | 2030      |